# 이중요인 학습이론
오발 호바트 모러(Orval Hobart Mowrer)에 의해 제시된 이중요인 학습이론(Two-factor learning theory) 또는 이중요인 이론(Two-factor theory) 또는 간혹 '2요인 이론'으로도 불리는 이 이론은  학습과 관련하여 습득하고 사용하며 보상받는 시스템을 설정하는 보상 이론에서 "믿음"(faith)을 처리하는 것에 대한 설명이다. 보상 이론(Reward theory)은 두려움의 학습과 같은 보조 드라이브(secondary drives)의 획득을 만족스럽게 설명하지 않는다. 이러한 맥락에서 설명 가능성을 제공하는 2 요인 이론은 "컨디셔닝"(conditioning)을 감정, 의미, 태도, 식욕 및 인지가 획득되는 과정으로 설정하며, 명백한 도구인 행동이 습관의 획득을 "문제해결 학습"(solution learning)으로 설명한다. 조건부 반응은 생리학과 밀접한 관련이 있는 반면 문제 해결은 중추 신경계와 골격 근육에 의해 중재될수있다는 것이다.
그러나 이러한 고전적 조건형성과 조작적 조건형성의 2중적인 요인에의한 학습은 역기능적인 또는 부정적인 보상시스템뿐만아니라 효과적이거나 긍정적인 보상시스템과도 폭넓게 관련있으며 이러한 보상시스템은 역조건형성이 가능하다는점도 주요한 의미와 정보를 제공한다.

## 같이 보기
- 2요인 이론
- 인지행동주의